# Мюнчемир
Мюнчемир (нем. Müntschemier) — коммуна в Швейцарии, в кантоне Берн.
Входит в состав округа Эрлах. Население составляет 1233 человека (на 31 декабря 2006 года). Официальный код — 0498.